# پوروو
پوروو (به فنلاندی: Porvoo) یک شهرک و شهرداری است که در ساحل جنوبی کشور فنلاند و در حدود ۵۰ کیلومتری شرق هلسینکی قرار گرفته است. پوروو در منطقه اوسیما واقع شده‌است.

## خواهرخوانده
شهرهای شهرداری لوند، کامین پومورسکی، تیرسو، سوئد، دینکلزبول و دالویک خواهرخوانده‌های پوروو هستند.

## نام
این شهر نام خود را از یک قلعه سوئدی گرفته شده است که رود پوروونیوکی از میان آن می‌گذرد.

## سیاست
نتایج انتخابات پارلمانی فنلاندی، سال ۲۰۱۱ در پوروو:
- حزب مردم سوئد ۲۵٫۲٪
- حزب سوسیال دموکرات ۱۹٫۲٪
- حزب ائتلاف ملی ۱۸٫۰٪
- درست فنلاندیها ۱۶٫۵٪
- لیگ سبز ۷٫۷٪
- حزب مرکز ۵٫۳٪
- اتحاد چپ ۴٫۷٪
- دموکرات مسیحی ۲٫۲٪

## موقعیت
پوروو یک شهرستان واقع در ساحل جنوبی فنلاند و حدود ۵۰ کیلومتری (۳۰ مایل) شرق هلسینکی است.